# Тресков, Удо фон
Ханс Людвиг Удо фон Тресков (нем. Udo von Tresckow; 7 апреля 1808, Йерихов, Королевство Саксония — 1 января 1885, Альтенбург, Пруссия) — прусский военачальник, генерал от инфантерии.

## Биография
Потомственный военный. Представитель дворянского рода Тресков, сын прусского подполковника и графини.
С 1818 года воспитывался в кадетском корпусе в Потсдаме и Берлине. В ноябре 1824 года поступил на военную службу в 4-й егерский полк прусской армии.
С 1829 года — младший лейтенант, в 1835 году получил звание адъютанта. В 1848 году — гауптман, получил назначение на должность командира роты 3-го Бранденбургского егерского батальона.
В 1864 году в чине полковника, командуя 53-м пехотным полком, участвовал в Австро-прусско-датской войне. В 1866 году — участник Австро-прусско-итальянской войне. С июля 1866 года — командир объединенной гвардейской пехотной бригады II -го резервного армейского корпуса. В том же году принимал участие в битвах при
Дермбахе, Киссингене и Ашаффенбурге.
После того, как Саксония стала частью Северогерманского союза — прусского сателлита, он сформировал в Лейпциге прусскую дивизию II-го резервного армейского корпуса, и под командованием великого герцога Мекленбурга-Шверина Фридриха Франца II участвовал во взятии Нюрнберга.
В октябре 1866 года стал командиром 33-й Гамбургской пехотной бригады. В начале Франко-прусской войны в 1870 году фон Тресков принял командование 1-й дивизией ландвера, а вскоре после этого в августе — 1-й резервной дивизией в составе корпуса генерала Августа фон Вердера, с которой участвовал в осаде Страсбурга.
Позже фон Тресков возглавил осаду крепости Бельфор, которую он так и не смог взять, крепость с честью сдалась только после перемирия.
В январе 1871 года он был произведен в генерал-лейтенанты. Отмечен рядом наград.
После заключения Франкфуртского мира в 1871 году, положившему конец франко-прусской войне, командовал 2-й пехотной дивизией Германской империи.
С мая 1875 года — генерал от инфантерии.

## Награды
- Орден Короны 3-го класса с мечами (20 сентября 1866)[2]
- Железный крест (1870) 1-го и 2-го класса (1870)
- Pour le Mérite (18 февраля 1871)[3]
- Орден Красного орла 2-го класса со звездой дубовыми листьями и мечами (1871)
- Орден Красного орла 1-го класса с дубовыми листьями и мечами на кольце (14 сентября 1872)[4]
- Большого крест Ордена Саксен-Эрнестинского дома
- Большого крест Ордена Альбрехта
- Орден Военных заслуг Карла Фридриха
- Орден «За военные заслуги» (Бавария)